# Svärdfisk
Svärdfisken (Xiphias gladius) är ensam art i släktet svärdfiskar (Xiphias Linné, 1758), som i sin tur är enda nu levande släktet i familjen svärdfiskar (Xiphiidae). 
Den har överkäken förlängd till ett långt, svärdformigt utskott. Kroppen är långsträckt, sammantryckt och utan fjäll. Bukfenor saknas. Tänder finns enbart hos ungarna. Den tillhör de största taggfeningarna och simmar mycket snabbt. Svärdet används för att slå och bedöva bytesfisken. Svärdfisken kan nå en längd på upp till 4 meter, och vanligen en vikt på 150 kg, även om enstaka exemplar på över 500 kg påträffats. Ryggsidan är glänsande blåaktig, buksidan silvervit.
Svärdfisken har en vidsträckt geografisk utbredning i alla tropiska, subtropiska och tempererade hav. Större förekomster finns norr om Hawaii, längs USA:s och Mexikos västkust, och i västra Stilla havet, öster om Japan. I Europas närhet förekommer den mest vid Spaniens västra kust och i Medelhavet, men blir allt mer sällsynt.
Det utdöda släktet Protosphyraena tillhörde också familjen Xiphiidae. 

## Hotbild
IUCN anser sig inte ha nog med data för att ange artens status, däremot anses populationen i norra Atlanten vara starkt hotad (EN).